# Philipp Wündrich
Philipp Wündrich (* 1980 in Bremen) ist ein deutscher Architekt.

## Werdegang
Philipp Wündrich studierte bis 2008 Architektur an der TU Berlin und bis 2010 an der Accademia di Architectura di Mendrisio. Nach seinem Masterabschluss arbeitete er bis 2013 bei Liverani/Molteni in Mailand. Zwischen 2012 und 2020 arbeitete er mit Alexander Tochtermann als Tochtermann Wündrich in Mailand und München zusammen. Wündrich lehrte als Lehrbeauftragter bei Gianmaria Sforza Fogliani (2011/12, 2012/13) und bei Matteo Poli (2012) am Polytechnikum Mailand, als Assistent bei Marc Collomb und Enrico Molteni an der AAM (2013/14), als Assistent bei Florian Nagler an der TU München (2015/16, 2016/17), als Assistent bei Anne Holtrop an der AAM (2016–18), als Gastprofessor bei Carlo Baumschlager an der AdBK München (2017/18), als Lehrbeauftragter bei Carlo Baumschlager an der AdBK München (2018–19), als Gastprofessor mit Alexander Tochtermann bei Carlo Baumschlager an der AdBK München (2019/20), als künstlerischer Mitarbeiter bei Carlo Baumschlager (2020–23), als Gastprofessor bei Enrico Molteni an der Universität Genua (2023), als künstlerischer Mitarbeiter bei Bernardo Bader an der AdBK München (2023–24) und seit 2024 als wissenschaftlicher Mitarbeiter bei Berthold H. Penkhues an der TU Braunschweig und als Lehrbeauftragter bei Katja Pahl an der Hochschule Bremen. 2019 wurde er in den BDA berufen.

## Bauwerke
Die Bauten von Philipp Wündrich wurden von Mikael Olsson und Sebastian Schels fotografiert.
- 2013–2015: 6x8 Haus, Wien
- 2015–2016: Eingangsrampe Verpackerei, Görisried
- 2017–2022: 6x60 Haus, Schwabhausen[1]
- 2023: Rampe für einen Bootsbauer, Venedig mit AdBK München und Universität Genua

## Auszeichnungen und Preise
- 2016: Engere Wahl – BDA Preis max40 für 6x8 Haus, Wien[2]
- 2017: Nominierung – DAM Preis für 6x8 Haus, Wien[3]
- 2023: Anerkennung – Architekturpreis Beton für 6x60 Haus, Schwabhausen[4][5]
- 2023: Nominierung – DAM Preis für 6x60 Haus, Schwabhausen[6]
- 2023: BDA Regionalpreis Oberbayern für 6x60 Haus, Schwabhausen[7]
- 2023: Auszeichnung – Häuser des Jahres für 6x60 Haus, Schwabhausen
- 2025: Mitgliederpreis und Anerkennung – BDA Preis Bayern für 6x60 Haus, Schwabhausen[8]

## Akademische Mitarbeiter
- Samuele Squassabia

## Ausstellungen
- 2019: Icastic architecture. Architekturgalerie München[9][10]

## Bücher
- Tochtermann Wündrich. Selected projects. Casa editrice Libreria, 2019 ISBN 978-88-6764-150-5 mit einem Beitrag von Enrico Molteni